# أندي كانون
أندي كانون (بالإنجليزية: Andy Cannon)‏ (14 مارس 1996 في المملكة المتحدة - ) هو لاعب كرة قدم بريطاني في مركز الوسط. لعب مع نادي روتشديل.

## وصلات خارجية
- أندي كانون على موقع قاعدة بيانات كرة القدم.إي يو (الإنجليزية)
- أندي كانون على موقع Soccerbase.com (لاعب) (الإنجليزية)
- أندي كانون على موقع Soccerway.com (الإنجليزية)